# Гіг VII
Гіг VII (фр. Guigues VII de Viennois; 1225/1229—1269) — дофін В'єннський, граф Альбон, В'єнн, Браянсон, Гренобль, Ембрун, Гап і Ойзан у 1237—1269 роках.

## Життєпис
Походив з Бургундського дому. Син Гіга VI Андре та його третьої дружини Беатриси Монферратської. Народився 1225 або 1229 року. 1237 року після смерті батька успадкував усі родинні володіння. Через малий вік дофіна регентом стала його мати.
1240 року під тиском (Гіга VII було раптово схоплено) його було заручено з представницею впливового прованського роду де Бо. Втім по поверненні за підтримки Жана де Берне, архієпископа В'єннського, скасував заручини. Натомість планував одружитися з дочкою графа Провансу. Втім цей шлюб також не відбувся. 1241 року почалися перемовини з Савойським домом щодо укладання шлюбу. 1249 року отримав від імператора Фрідріха II Гогенштауфена алод в графствах Альбон де Гресіводан і В'єнн.
У 1250 року починає розслідування щодо визначення своїх сеньйоріальних прав у володіннях, оскільки деякі абати, єпископи й лицарі узурпували частину з них. В подальшому подібні розслідування відбулися в 1260 і 1265 роках. 1251 року Гіг VII змусив сеньйорів Ла-Рош-дес-Арно передати замок Монклюс та визнати свою сеньйоріальну зверхність. 1253 року внаслідок шлюбу з представницею Савойського роду отримав сеньйорію Фосін'ї.
1256 року вступив у конфлікт з Карлом I, графом Провансу, який в тому році отримав графство Форкалькьє. Оскільки батько Гіга VII в 1211 році розлучився з дружиною Беатрисою, за якою отримав графства Гап і Ембрун (частина графства Форкалькьє), то Карл I став вимагати повернення цих володінь. Зрештою за мирною угодою 1257 року Гіг VII передав Карлу I графство Гап, залишивши собі Ембрун. Втім конфлікти між ними залишалися до 1260 року, через утримання дофіном В'єннським деяких фьєфів в графстві Гап.
1260 року Альбер IV де Ла Тур визнав Гіга VII своїм сеньйором в фьєфах Мортель, Віз'є, замку Клермон. 1263 року купив в сеньйора Гіга де ла Рошетт землі в долині Аллевар. 1267 року купив в Греноблі римську вежу, яку невдовзі перетворив у власний палац та центр управління Дофіне.
У 1269 році почався конфлікт через спадщину Агнес де Фосіньі, матері його дружини Беатрис. Теща Агнес своїм заповітом передавала усі свої володіння Беатрисі. З цим не погодилася Беатрис де Труа-Віллар, сестра Агнеси, яка почала війну проти небоги. Під час війни у серпні 1269 року Гіг VII помер. Йому спадкував син Жан I.

## Родина
Дружина — Беатриса, донька П'єтро II, графа Савойї
Діти:
- Анна (1255—1298), дружина Юмбера де Ла Тур-дю-Пін
- Жан (1264—1282), дофін В'єннський
- Андре (1267—1285)